# Grace Gealey
Grace Gealey (née le 26 juillet 1984 à Butler, en Pennsylvanie), également connue sous le nom de Grace Byers, est une actrice américaine.
Elle se fait connaître par la série télévisée musicale et dramatique Empire (2015-2018) et par la fantastique The Gifted (2018-2019), deux séries produites par la Fox.

## Biographie

### Jeunesse et formation
Grace Gealey est née à Butler en Pennsylvanie aux États-Unis mais a déménagé très rapidement aux Iles Caïmans où elle a grandi.
Ses deux parents sont sourds. Elle a ainsi appris la langue des signes avant d'apprendre à parler. 
Durant son adolescence, elle revient aux États-Unis pour y suivre un cursus sur les arts théâtraux à l'université du Sud de la Floride à Tampa. Elle intègre ensuite l'université de Californie à Irvine où elle obtient un Master en Arts.

### Carrière
Puis, elle déménage à New-York où elle se produit dans des Off-Broadway comme Venus Flytrap: A Femme Noir Mystery, et Rent,.
En 2013, elle participe à deux productions à Chicago : The Misanthrope et Tartuffe,.
En 2014, Gealey fut retenue par la Fox pour interpréter Anika Calhoun dans la série dramatique et musicale Empire avec Terrence Howard et Taraji P. Henson,.
Ce show raconte  l'histoire d'une famille dans le milieu de l'industrie du hip hop. La série fait ses débuts à l'antenne, en 2015, elle reçoit une pluie de critiques positives et le succès commercial est important. La série est numéro un sur les 18-49 ans, cible très prisée des diffuseurs, elle est regardée par près de 75 % des femmes afro américaines.
La musique est produite par le rappeur, chanteur et producteur à succès Timbaland et de nombreuses guest viennent renforcer les rangs de son casting et ainsi accroître sa visibilité. 
En 2016, l'actrice est alors proposée pour le NAACP Image Awards de la meilleure actrice dans un second rôle dans une série télévisée dramatique. Un prix finalement remporté par Regina King pour American Crime.
En 2018, après avoir joué dans plus de soixante épisodes, elle quitte la distribution principale d'Empire au profit de la seconde saison de la série fantastique The Gifted, toujours sous le réseau FOX, pour incarner le personnage de Reeva, une mutante à la tête de groupe activiste violent,. La même année, elle joue dans son premier long métrage pour le thriller indépendant Agents doubles, réalisé par Bobby Moresco, porté par Sofía Vergara, Karl Urban et Andy García. 
En 2019, la FOX décide d'annuler The Gifted au bout de deux saisons. Cette année-là, elle joue les guest-star dans un épisode de la série afro-américaine, Tales, du réseau BET. La série raconte des histoires scénarisées d'anthologies qui incorporent des classiques hip-hop. L'épisode dans lequel l'actrice apparaît est centré sur Mary J. Blige.  
Elle enchaîne avec un rôle récurrent dans une série de la plateforme Amazon Video, Phoenix, aux côtés de Laurine Price et Kathleen Kinmont, distribuée à l'automne 2019.  

### Vie privée
Le 7 octobre 2015 lors d'une interview dans l'émission radio américaine FABLife, Gealey confirma l'information selon laquelle elle était fiancée à Trai Byers. Ils se sont mariés 14 avril 2016, sur l'île Grand Cayman.
Elle se sert de sa notoriété pour défendre des associations caritatives qui lui tiennent à cœur, comme celle des personnes handicapées et des malentendants.

## Filmographie

### Cinéma
- 2018 : Agents doubles (Bent) de Bobby Moresco : Kate
- 2022 : The Blackening de Tim Story : Allison

### Télévision

#### Séries télévisées
- 2015-2018 : Empire : Anika Calhoun (rôle récurrent - 66 épisodes)
- 2018-2019 : The Gifted : Reeva Payge (rôle récurrent - saison 2, 16 épisodes)
- 2019 : Tales : Edie (saison 2, épisode 3)
- 2019 : Phoenix : Katherine 'Boz' Bosworth (rôle récurrent)
- Depuis 2021 : Harlem :  Quinn Joseph (rôle récurrent)

## Distinctions
Sauf indication contraire ou complémentaire, les informations mentionnées dans cette section proviennent de la base de données IMDb.

### Nominations
- 17e cérémonie des Teen Choice Awards 2015 : meilleure distribution dans une série télévisée pour Empire
- NAACP Image Awards 2016 : meilleure actrice dans un second rôle dans une série télévisée dramatique pour Empire